# Sport i Storbritannien
Utövandet av sport i Storbritannien sker ofta baserat på nationstillhörighet, det vill säga inom flera av de mer betydande sporterna finns det landslag för England, Wales, Skottland och Nordirland istället för Storbritannien.
Ett stort antal sporter har helt eller delvis sitt ursprung i Storbritannien, bland annat: galoppsport, fotboll, rugby, tennis, golf, boxning (i modern utformning) och formel 1.
De sporter som brukar räknas som de stora i Storbritannien är fotboll, rugby och cricket. Fotboll är nationalsport i hela landet med undantag för Wales där rugby är nationalsport. Gaelisk fotboll spelas i Nordirland.

## Allmänt

### Organisering
På statlig nivå hanteras idrottsfrågor av departementet för kultur, media och sport. Sport- och turistministerposten är en vice ministerpost. Många mindre sporter, liksom friidrott, är mycket beroende av offentlig stöd. Det hander genom myndigheten UK Sport. En betydande källa till finansiering är det nationella lotteriet.

### Betydande tävlingar
- Wimbledon (tennis)
- The Ashes (cricket, varannan gång i Australien)
- Cheltenham Festival (galopp)
- Grand National (galopp)
- Epsom Derby (galopp)
- London maraton (löpning)
- the Great North Run (löpning)
- The Open Championship (även känt som British Open, golf)
- Storbritanniens Grand Prix
- Olympiska spelen har tilldelats London tre gånger, 1908, 1948 och 2012.
- Samväldesspelen har arrangerats av London 1934, Cardiff 1958, Edinburgh 1970 och 1986 och Manchester 2002.

## Sport för sport

### Basket
Basket är en mindre sport i Storbritannien. Landslaget har inte nått några framgångar. Seriesystemet består av en brittisk liga följt av en engelsk respektie skotsk liga. Serierna är slutna, så ett lag som till exempel vinner den engelska ligan kan inte kvalificera sig för att spela i den brittiska ligan. Lagen består av hel- eller deltidsproffs, men har inte mycket resurser. 

### Curling
Curling är Skottlands andra stora nationalsport. Curlingen härstammar också från Skottland. Den uppstod för länge sedan genom att några skottar skickade stenar över isen, och den som kom närmast den bestämda mittpunkten vann. 

### Golf
Golf har varit en av Skottlands nationalsporter sedan 1500-talet. Den sägs att golfen uppstod i Skottland.

### Cricket
Cricket är en av de många sporter som har sitt ursprung i Storbritannien. Den är främst populär i England. De landskaper som spelas kallas test matches. De brukar ofta TV-sändas och få stor uppmärksamhet. Det gäller framförallt The Ashes som spelas vart annat år mot den främsta konkurrenten, Australien. 
På klubbnivå sker organiseringen efter grevskap. Det finns arton professionella klubbar, som under sommaren spelar grevskapsmästerskapen. Klubbarna är finansiellt beroende av stöd från cricketförbundet (The England and Wales Cricket Board) som får sin intäkter från de internationella matcherna.

### Fotboll
Den moderna fotbollen har sitt ursprung i Storbritannien. Den organiseras av de olika ländernas fotbollsförbund (där Englands FA är det mest kända). 
Seriesystemet i England består överst av fyra proffsdivisioner, följt av fem nationella divisioner och därefter regionella divisioner. För samtliga serier gäller att det är möjligt att kvalificera sig för serien ovanför genom en hög placering i serien, medan en placering i botten medför degradering.
Förutom engelska lag deltar även ett fåtal walesiska lag i det engelska seriesystemet. 
Den allra översta serien heter FA Premier League och har tjugo lag. Den bildades då de deltagande lagen bröt sig ur organisation för de övriga proffsserierna (The Football League) 1992 efter att slutit ett förmånligt sponsortsavtal. 
Under de fyra proffsserierna ligger först ytterligare en landsomfattande serie (National League), därefter sker en uppdelning så den sjätte divisionen består av en nordlig och en sydlig serie.
Den sjunde nivån består av tre divisioner, en sydöstlig (inklusive London), en sydlig (inklusive delar av Wales) samt en nordlig. Den åttonde kommer att bestå av sex serier från och med säsongen 2006-2007, en nordlig och en sydlig för varje serie i den sjunde divisionen. 
Den nionde nivån kommer att bestå av tolv serier, två för varje serie i åttonde divisionen. Därefter följer regionala serier.
I Skottland består seriesystemet av fyra nationella serier. Den översta har precis som i England brutit sig ut från de övriga av sponsortsskäl. Utöver de nationella serierna finns det även regionella, de är dock inte direkt knutna med varandra då det inte är möjligt för lag i de regionella serierna att kvalificera sig för de nationella serierna. 
Wales har en nationell serie, andra divisionen består av två regionella serier, därefter ökar antalet regionella serier ju längre ner i seriesystemet man går.
Seriesystemet i Nordirland består av tre divisioner. 

#### Landslag
- Storbritanniens herrlandslag i fotboll
- Englands herrlandslag i fotboll
- Skottlands herrlandslag i fotboll
- Nordirlands herrlandslag i fotboll
- Wales herrlandslag i fotboll

### Formel 1
De flesta av lagen i Formel 1-cirkusen kommer från England, i huvudsak från området kring Silverstone.

### Hästsport
Galoppsport är en av de största publiksporterna i Storbritannien där den har sitt ursprung. Det tävlas på 59 galoppbanor med både slätlöpningarar och hinderlöpningar. De största banorna är Ascot Racecourse, Epsom, Newmarket, Cheltenham och Aintree och de främsta löpningarna är Epsom Derby, 2000 Guineas och St Leger Stakes på slätt samt Cheltenham Gold Cup och Grand National över hinder. 
Travsport tilldrar sig marginellt intresse.

### Ishockey
Ishockey är en mindre sport i Storbritannien. Det finns en proffsliga (The British Elite Ice Hockey League) som omfattar tio lag. 

#### Landslag
- Storbritanniens herrlandslag i ishockey